# Clusia occidentalis
Clusia occidentalis är en tvåvingeart som beskrevs av Malloch 1918. Clusia occidentalis ingår i släktet Clusia och familjen träflugor. Inga underarter finns listade i Catalogue of Life.